# Космос-1530
Космос-1530 је један од преко 2400 совјетских вјештачких сателита лансираних у оквиру програма Космос.
Космос-1530 је лансиран са космодрома Плесецк, СССР, 11. јануара 1984. Ракета-носач Сојуз је поставила сателит у орбиту око планете Земље. Маса сателита при лансирању је износила 6300 килограма. Космос-1530 је био војни сателит.